# Меиџи период
Меиџи период (明治時代 — Меиџи џидај или период просвећене владавине) јесте период јапанске историје који је трајао од септембра 1868. до јула 1912. године. Током њега, јапанско друштво прелази са феудалног система вредности на модернији вид руковођења државом, оснивањем јапанског царства. Врше се фундаменталне измене на пољу социјалних структура, унутрашње и спољне политике, економије и војске.

## Меиџи обнова и владавина цара
На дан, 3. фебруара 1867. године, петнаестогодишњи принц Муцухито (睦仁) наслеђује свога оца, цара Комеј (孝明天皇), на престо Хризантеме као 122. цар Јапана.
Већ 3. фебруара 1868. године долази до Меиџи обнове, стварањем нове државне владе. Током Бошин рата (1868—1869), Токугава шогунат бива побеђен а самим тим и враћена власт у руке цара.
Прва реформа се огледала у проглашењу Повеље пет чланова (五箇条の御誓文 - Гокаџо но госејмон) из 1868. године; као скуп одредби које су имале за циљ да морално ангажују и обезбеде финансијска средства нове владе. Ово ће утицати на развијање демократског типа владавине. Међутим, како би се ефикасно могла применити Повеља пет чланова, било је неопходно сачинити једанаесточлани Устав. Поред оснивања државног савета, законодавних тела и система рангирања званичника и племства, Устав је такође и ограничавао мандат на четири године, омогућавао јавно гласање и увео нови систем опорезивања и административна правила. Меиџи влада је уверавала стране силе да ће поступати у складу са међународним правом.
Цар Мацухито, који ће владати до 1912. године, одабрао је нову владалачку титулу - Меиџи или у буквалном преводу Просвећена владавина, како би обележио почетак нове ере владавине у историји Јапана. Како би се додатно драматизовао нови поредак моћи, престоница се сели из Кјота (која је то била још од 794. године) у Едо, и добија назив Токио (Источна престоница).
У покрету, критичном за консолидацију новог режима, већина даимјоа се добровољно одриче своје земље, пописне евиденције и кинеског система опорезивања Хан, предајући тако сву власт цару. Према утврђеном пореклу наследства, даимјо-и постају гувернери а централна влада подноси њихове административне трошкове и плаћа самурајима стипендије. Током 1871. године, земљиште ће се поделити на префектуре, а званичници бишег Хан система, попут кланова Сацума, Чошу, Тоса и Хизен, постаће особље нових министарстава.
Колико год је режим Меиџи рестаурације покушавао да поврати владавину цара у надмоћан положај, такође је постојала и снажна тенденција да се поново оснује држава која ће бити заснована на религијској пракси Шинтоизма. Пошто су Шинтоизам и будизам (у временском периоду од хиљаду година) постали синкретичка верска целина, било је неопходно створити државну религију која би се искључиво заснивала на Шинтоизму. Хришћанство бива такође легализовано, а Конфучијанизам остаје и даље витална етичка доктрина.
Међутим, временом све више, јапански мислиоци почињу да се идентификују са прозападњачком идеологијом и методологијом управљања, а поготово јак утицај имају Немачка и Британија. Настаје ново племство, дводомни парламент по узору на британски као и концепт царевских резервних овлашћења (које је, за разлику од британских цар често користио), а по узору на Немце уводи се континентално право. Кулминација Меиџи периода је постигнута 1889. године када је донесен први трајни устав Јапана, чиме су реформе добиле правну основу, а следеће, 1890. почиње реформа правног система која се, зависно од историчара, завршава или 1896. када је донесен Грађански законик (који је писан по угледу на Наполеонов законик) или 1907. када је написан Кривични законик, чиме је у потпуности укинуто обичајно право. 

## Међународни односи
Након што је морнарица САД окончала дугогодишњу изолацију Јапана (鎖国 - Сакоку или у буквалном преводу Закључана земља), пропорционално ће се увећавати економски и војни притисак у земљи. Како би се Јапан успешно ослободио феудалног система, морао је бити спреман да се одбрани од колонијалних сила са којима су се одавно суочавале суседне азијске земље. То је једино било могуће формирањем независне државе у којој би владала једнакост.
Услед пораза Ћинг Кине у кинеско-јапанском рату (1894–1895), Јапан ће се уздићи као нова интернационална сила, која ће однети победу и над Русијом у Манџурији (североисточна Кина) у руско-јапанском рату (1904–1905). У савезу са Великом Британијом још од англо-јапанског савеза (потписан у Лондону, 30. јануара 1902), Јапан ће учествовати у Првом светском рату и заузети немачке територије у Кини и Пацифику.